# Román Rádió
A Román Rádió az ország hírközlési és szórakoztatási szolgáltatása. Ezzel a névvel manapság a közszolgálati rádiót szokás illetni.

## Története
A rádiózás romániai története több jellemző korszakra bontható. A kezdetek műszaki kísérletekként jellemezhetőek. A rendszeres műsorszolgáltatás megkezdése művészeti–szórakoztató funkciót látott el.
A második világháborút megelőző korszakban előtérbe kerültek a külföldi propaganda megcáfolásához szükséges eszközök. Az ekkoriban telepített rádióadók főként az ország keleti felében működtek.
A világháborús veszteségek kiheverése után az ország területi ellátottsága kiegyenlítetté kezdett válni. Ekkor települtek Erdély-szerte a rádióállomások; sőt az önálló stúdiók is.
A Ceauseșcu-féle takarékossági politika erősen visszafogta a rádiózás és a televíziózás működését. A Conducător halála után újraéledtek a bezárt rádiók és stúdiók. Ez a korszak egybeesett az ultrarövidhullámú FM műsorszolgáltatás terjedésével, és sorra jelentek meg a kereskedelmi vállalkozások.
A 2010-es években erőre kapott a digitális technika, megépült az első DAB adó és két DRM adóberendezés is; megindultak az internetes rádiószolgáltatások. Ennek kifejlődését lelassította a televízió, mint versenytárs: a műholdas és a kábeltelevíziós szolgáltatások terjedése.

### A kezdetek
A kezdetek erősen hasonlítottak a magyarországi helyzetre. Az első adáskísérleteket – természetesen szikraadókkal – Konstanca mellett a Fekete-tengeren a haditengerészet végezte 1908-ban. A szikraadókat Németországból rendelték a Telefunkentől. Az Elisabeth cirkáló fedélzetéről sikeres kapcsolatot teremtettek Giurgiu, Călăraşi, Cernavodă állomásokkal, sőt, Bukaresttel is, a Herăstrău területén lévő állomással.
E kezdetek után szikraadókkal távíró üzemmódot alkalmazva alkalmazták a rádiót honvédelmi célokra, meteorológiai és sajtóhírközlési alkalmazásokra, majd kifejezetten postai szolgáltatássá vált. A rádiótávközlést ekkor Telegrafie Fără Fir (T.F.F. – vezeték nélküli távíró) néven ismerték (1920 előtt). Nincs információnk arról, hogy Romániában alkalmaztak-e gépadókat, mint amilyenek Magyarországon működtek. A rádiótársaság neve a húszas években Direcția Generală a Poştelor, Telegrafelor şi Telefoanelor (P.T.T.) volt.
Az első elektroncsöves alkalmazások lelkes amatőrök nevéhez fűződnek, és egyetemi tanszékek műszaki háttere segítségével indultak el Bukarestben, Temesvárott és más egyetemi városokban. Megalakult 1924-ben az Asociația Prietenii Radiofoniei (A Rádiótelefon Barátainak Társasága) Amatőr és szakember közötti különbség ekkor nem volt. Dragomir Hurmuzescu (1865-1954), Emil Giurgea, Emil Petraşcu voltak a rádiózás úttörői. A rádiószolgáltatást a P.T.T. (Direcția Generală a Poştelor, Telegrafelor şi Telefoanelor) végezte. Az első adás Hurmuzescu hangján szólalt meg a Băneasa melletti adóról.

### Az állandó műsorszolgáltatás
Románia lelkesen belevetette magát a nemzetközi rádióértekezletek munkájába. Már a prágai, luzerni, majd a Montereux-i frekvenciaelosztási tervek közt igen sok román frekvenciakérelem szerepelt, több, mint amennyit használni tudtak volna. Különösen sokat vizsgálták a törökországi és a szovjet rádióadók által okozható interferenciazavarok esélyét. Románia már 1929-ben a prágai rádióértekezletek három frekvenciára kért engedélyt:
761 kHz 394 m, 1328 kHz 225,9 m és 1420 kHz 211 m.
Ebben az időben igen sok frekvenciakérelemnél hiányzik a helyszín pontos megjelölése; csak annyi szerepel, hogy Románia, illetve Bukarest.
A lucerni konferencia jegyzőkönyvében  kb. 48 kérelem szerepel; közülük csak példákat érdemes említenünk:
- 155 kHz 1935,5 m Crâciunelu
- 160 kHz 1875 m Braşov 160 kW
- 235 kHz 1276,6 m Bucureşti
- 565 kHz 531 m kelet-Románia 4 kW
- 629 kHz 476,9 m kelet-Románia
- 761 kHz 394,2 m Bucureşti
- 795 kHz 377,4 m Bucureşti
- 813 kHz 369 m Bucureşti 100 kW
- 814 kHz 368,6 m kelet-Románia
- 823 kHz 364,5 m (nincs helyszín)
- 1112 kHz 269,8 m Cernăuţi (Bukovina) 40 kW
- 1328 kHz 225,9 m România 12 kW
- 1402 kHz 214 m Bucureşti 5 kW
- 1411 kHz 212,6 m Bucureşti 12 kW
- 1420 kHz 211,3 m România[3] Ez mind óhaj volt. Vételi megfigyelések szerint

1934-ben csupán 160 kHz 1875 m (Brassó), 823 364,5 m (Bukarest) és 1411 kHz 212,6 m (Chisinâu) működött.
Valójában 1926 decembere óta voltak kísérleti rádióadások. A rendszeres adás 1928 november elsején indult meg a 401,6 méteres hullámhosszon. Ekkor változott meg a rádiótársaság neve is (eredetileg Societatea de Difuziune Radiotelefonică din România) Societatea de Difuziune Radiotelefonică (Rádiótelefónia Sugárzási Társaság).
A vezeték nélküli távírózás a Hughes távgépíró készülékeket használta. 1931-ben alakult a SART (Sociatetea Anonimă Română de Telefoane) társaság; ez már a rádióamatőrök korszaka.

### A fellendülés időszaka
A harmincas években megkezdődött a rövidhullámú műsorsszórás. A Dacia Română Bukarestből 1937 decembertől kezdve a 32,4 méteres hullámhosszon 2 kW teljesítménnyel működött.  Több világnyelven készítettek műsort. Célja kezdetben a külföld és a külföldön élő románok tájékoztatása volt. Magyar adása 1944 augusztus 23-án indult.
Az 1934-ben üzembe helyezett brassói adónak még két éven át nem volt kábeles összeköttetése a fővárossal, önálló adóként a Radio România elnevezést használta, ez az elnevezés aztán állandósult.
1939-től – első ízben – magyarul is megszólalt a bukaresti rádió középhullámon, a bukaresti és a brassói adóról. Ez napi két hírszolgálatból állt.
Montreux kérelmek 1939-ben:

- 164,5 kHz 1824 m Radio România 150 kW
- 889 kHz 337,5 m Bucureşti 12 kW (később 60 kW)
- 1411 kHz 212,6 m Cernăuţi (Bukovina), Cluj, Timişoara 20 kW
- 1294 kHz 231,8 m Chişinău (Moldova) 20 kW

A háborús körülmények között Bukovina déli része, Dobrudzsa északi része és egész Moldova Romániához tartozott. Így Tiraspol rádióadóját a Szovjetunió építette 1930-ban, de négy éven át Románia használta. (1068 kHz 280,9 m 4 kW)
A tervek szerint már 1939-ben elindult Cernăuţi (Csernovci). Utána Chişinău (Kisinyov Radio Basarabia néven), majd Huşi (20 kW) és Iaşi (Jászvásár, Radio Moldova néven az 1068 kHz-en) 1941 november 2-án. Temesvár csak a háború után épült meg a 755 kHz-en. A Kolozsvári Rádió nem működött még, amikor Észak-Erdély visszacsatolása idején eljutottak oda a magyar posta munkatársai, 1940-ben. Ők kezdetben a 670 méteres hullámhosszat használták, bár ezt a rádióegyezmények mobil hírközlés céljára tartották fenn. 1942-től az 1122 kHz-et (267,4 m-t) használták egészen 1944 nyaráig. Később megkapta az 1151 kHz frekvenciát 1954-ben.
A háborús pusztítások Romániát sem kímélték. Amikor átállt a szövetséges hatalmak oldalára, a németek több rádióadót lebombáztak, a bukaresti és a brassói adót is.
Az ötvenes évek közepén Romániának hat rádióadója működött, 1977-ben már huszonhárom. Ez a szám folyamatosan emelkedett, 2012-ben már 48 adó működött a hosszúhullámú és a középhullámú tartományban.
Kevés információ található arról, hogyan rögzítették a műsorokat. Csupán egy utalást találhatunk arra, hogy a vidéki szerkesztőségek beolvasták telefonba a híreiket, amelyet egy munkatárs gyorsírással jegyzett le. Ez az 1945 előtti helyzetet jellemzi. Magnetofonról csak az ötvenes években telepített stúdiókkal kapcsolatban történik említés.
A bukaresti magyar adás két gyermekfélórájának teljes anyagát rögzítették hanglemezre 1947-ben, amit ajándékba küldtek a budapesti rádiónak.
Sajtóhírek szerint 1945-ben a brassói rádióadó már megszólalt, méghozzá magyarul is: „Románia ünnepli az 1848-as szabadságharc évfordulóját”. Szabad Nép 3 (63).
1945 tavaszán kezdődtek az első magyar adások a Bukaresti Rádióban. Eleinte hetenként egy félórát adtak, később naponta kétszer félórát.
A bukaresti rádió 1947-től kezdve napi három órányi magyar műsort sugárzott.
A Tâncăbeşti-i nagyadó 1946-ban épült, innen indult 1949-ben  Bukarest II. adása a 855 kHz-en 1500 kW teljesítménnyel – ez jelenleg 400 kW.
1951-ben a Temesvári adó a  755 kHz-en már sugárzott önállóan magyar adást (a központi, "Román Népköztársaság Rádiójának magyar műsora" nevűt, napi több alkalommal.
Az ötvenes évek közepén történt az a fordulat, amikor a vidéki adóállomások önálló stúdiót is kaptak, így Kolozsvár is. Ezt az 1962-es jegyzék alapján érdemes áttekinteni.
- 155 kHz 1935 m Orașul Stalin (Brassó; 150 kW)
- 557 kHz 539 m Timișoara II. (1 kW magyarul 1989 óta)
- 755 kHz 397 m Timișoara I. (50 kW) indulása 1955 május 5. (jelenleg 630 kHz)
- 854 kHz 351 m București I. (150 kW)
- 908 kHz 330 m Miercurea Ciuc (5 kW)
- 1052 kHz 285 m Bacău (20 kW)
- 1151 kHz 261 m Cluj, Oradea (50 kW) magyarul is 1954 március 15-e óta
- 1315 kHz 228 m Constanţa (50 kW)
- 1430 kHz 210 m Băneasa (5 kW)
- 1457 kHz 206 m Craiova (20 kW) 1954 június 6
- 1484 kHz 202 m Orașul Stalin (Brassó) (5 kW)
- 1484 kHz 202 m Sibiu (1 kW)

Nem szerepel a listán, de működött, és volt magyar adása:
- 1197 kHz Covasna (15 kW)
- 1323 kHz Târgu Mureș 1958 március 2-a óta (15 kW)
- 1593 kHz 330 m Miercurea Ciuc (15 kW)

1963 május ötödikén megindul az URH FM sávban a harmadik műsor. 1996 januárjában a Radio România Internaţional (a külföldnek szóló műsor) megjelenik a műholdas terjesztésben. 2006 március 1-jeén az Antena Satelor megkezdi a műholdas sugárzást. 2006 augusztusban a La Radio România Actualităţi első ízben sugároz digitális műsort

### A digitalizáció
1995-ben megindult a digitális rádió műsorsugárzás. Ezt 2007-ben a korszerűbb DAB+ kódolás váltotta fel. 2017-ig egyetlen adó sugározta, Bukarest Herăstrău helyszínről a 223,936 MHz-en, a 12A csatornán 250 W teljesítménnyel. Egyetlen multiplexben hat műsort sugároz: az Antena Satelor, a Radio 3 NET, a Bucuești FM, a Romantic, az Actualități, a Cultural és a Muzical közszolgálati csatornákat. Legtöbbjük 192 kbps minőségű.
A DRM+ adásokat Țigănești-ből (Lupăria mellett, Ilfov) sugározzák a 7405 és a 11810 kHz frekvencián angolul és németül (van kínai és orosz adásuk is). Az 5910 kHz-en 100 kW, 6060 kHz-en az adóteljesítmény 300 kW.
DRM+ adásokat sugároz Galbeni (Filipești, Bacău) is 9535 kHz-en 300 kW-tal. Télen és nyáron eltérő frekvenciákat alkalmaznak. További rövidhullámú állomás működik Săftica (Balotești) területén (Ilfov megye) 5910 kHz-en 100 kW teljesítménnyel.
A Román Rádió jelentése szerint a következő kisebbségi nyelveken sugároznak műsort: magyar, német, bolgár, cseh, horvát, romani (cigány), orosz, szerb, szlovák, török és ukrán.
Magyar nyelven Kolozsvár, Temesvár, Marosvásárhely, Resicabánya, például Konstanca görög, török, aromán, lipován és örmény nyelven is sugároz műsort.

## A Román Rádió működése
Az itt található adatok könnyen változhatnak. Ami itt olvasható, az a 2017 évi állapotot tükrözi. A műszaki fejlődés kétirányú. Egyrészt az elektroncsöves adókat kisebb teljesítményű félvezetős adók váltják. Másrészt a digitalizáció eredményeképp az AM és FM adások sorra megszűnnek és a DAB+ adásmód váltja fel. 
A román közszolgálati rádió struktúrája részben tematikus szempontból, részben a nemzeti kisebbségekhez szóló adások tekintetében több funkcióra oszlik.

### Tematikus csatornák
Tematikus szempontól az országszerte terjesztett csatornák megnevezése a következő:
- Actualitaţi (hírszolgáltatás, popzene, sport),
- Cultural (komolyzene, művészet, színház, irodalom),
- Muzical (komolyzenei csatorna),
- Regional (körzeti és kisebbségi adások),
- Satelor (vidéki adások, népzene),[* 2]
- Internaţional (a külföldieknek szerkesztett műsor, régebben România Liberă), rövidhullámon. 1993-tól 2004-ig magyar adása is volt
- 3Net (könnyűzene, érdekességek)

További műsor, amelyet külön említenek:
- Radio Vacanța

### Regionális csatornák
A magyar nyelvű adások szerkesztősége gyakorlatilag Erdély területén sugározza a műsorait délután 15 és 16 óra között, vasárnap reggel tíz órakor
| Bukaresti, központi szerkesztőség |            |
| Helyszín                          | frekvencia |
| Bukarest, Herăstrău               | 603 kHz    |
| Kolozsvár, Felsőzsuk              | 909 kHz    |
| Máramarossziget, Farkasrév        | 1404 kHz   |
| Csíkszereda                       | 1593 kHz   |
| Brassó, Botfalu                   | 1197 kHz   |
| Nagyvárad, Rontó                  | 1593 kHz   |
| Temesvár, Magyarmedves            | 1314 kHz   |
| Temesvár, Magyarmedves            | 105,9 MHz  |
| Nagyszeben                        | 1593 kHz   |
| Nagyszeben                        | 95,4 MHz   |

Regionális stúdiók, magyar nyelvű szerkesztőséggel:
- Kolozsvár 1954 óta
- Temesvár 1955 óta, (Arad, Facsád és Petrozsény URH frekvencián)
- Marosvásárhely 1958 óta

Regionális stúdiók román és más további nyelvi szerkesztőséggel:
- Radio Iași (1939 óta), 1053 kHz
- Radio Oltenia Craiova (1954 óta) 1314 kHz Dolj, 603 kHz Mehedintţi,
- Radio Constanța (1990 óta), 909 kHz Sulina, 1530 Tulcea
- Radio Reșița (2004 óta),
- Radio București FM (1990 óta),
- Radio Antena Brașovului (Marosvásályhelyről)
- Radio Antena Sibiului (Kolozsvárról)

Román rádiónak tekintik (román tervezésű) de jelenleg Moldáviában működik:
- Radio Chișinău (1939 óta)

### Közép- és hosszúhullámú rádiók Erdélyben
A lista a magyar hallgatóság számára fontos adókat tartalmazza; többjük Erdély területén kívülre esik (Moldva, Partium, Bánság).
A középhullámú rádiók vételkörzete nagyobb, mint az URH adóké. Néhányat közülük 1956 előtt hozták létre, és a bukaresti stúdióból magyar nyelvű műsort is sugároztak; Erdély területén kívül is. A jegyzék nem különíti el a stúdióval rendelkező központokat a közvetítőállomásoktól, amelyek csak relézik a műsort. A stúdiók ugyanis műsoridejük egy részét a közvetítőállomások környezetének irodalmi, művészeti, zenei eseményei céljára tartják fönt. Az URH adók csak ott szerepelnek, ahol magyar műsorszerkesztőség is van.
A felsorolás igyekszik mindig a legfrissebb állapotot tükrözni. Az alábbiak a 2016-os állapotot tartalmazzák.
Arad 1502 kHz 1 kW
Brassó (Botfalu) 153 kHz 200 kW (Két torony közé kifeszített T-sugárzó)
Brassó (Botfalu) 567 kHz 50 kW Radio România Actualităţi
Brassó (Botfalu) 1197 kHz 14 kW Antena Braşovului, Radio Târgu Mureş
Csíkszereda 945 kHz 14 kW Radio România Actualităţi
Csíkszereda 1593 kHz 14 (Marosvásárhelyi Rádió műsora)
Marosvásárhely (Nagyernye) 1593 kHz 14 kW (román és német nyelven)
Marosvásárhely (Nagyernye[) 1323 kHz 14 kW (napközben magyarul)
Marosvásárhely, Somos tető 97,1 MHz 0,1 kW Erdély FM, 102,9 MHz 10 kW Radio Târgu Mureş
Szatmárnémeti, Botiz 567 kHz 50 kW Radio Romania Actualitati
Máramarossziget (Farkasrév, Vadu Izei) 711 kHz 50 kW Radio Romania Actualitati
Máramarossziget (Farkasrév) 1404 kHz 50 kW Rádió Kolozsvár
Nagybánya 720 kHz 14 kW Radio Romania Actualitati
Petrozsény 531 kHz 14 kW (üzemen kívül)
Bákó (Galbeni) 1179 kHz 200 kW  Radio Romania Actualitati
Kolozsvár (Felsőzsuk) 1152 kHz 400 kW (1954 előtt 1151 kHz 20 kW) 46°52'5" É.AZ. 23°48'31" K.H.
Kolozsvár (Felsőzsuk) 1593 kHz 7 kW (Radio Sibiului)
Temesvár (Orczyfalva) 630 kHz 400 kW Radio România Timișoara (magyarul is)
Temesvár (Orczyfalva) 909 kHz 50 kW Radio Romania Actualitati (németül)
Temesvár (Orczyfalva) 1314 kHz 30 kW  Radio Antena Satelor
Nagyszeben 1593 kHz 7 kW (Kolozsvári Rádió)
Lugos (Boldur) 756 kHz 400 kW Radio Romania Actualitati
Resicabánya 1179 kHz és 106,5 MHz URH (szerda esténként harminc percben)
A kolozsvári szerkesztőség műsorát (SRR Radio Cluj) 909 kHz Felsőzsuk, 1593 kHz Nagyvárad és 1593 kHz Nagyszeben. URH frekvenciákon Gyulafehérvár 95,4 MHz, Szatmárnémeti 87,9 MHz
Önálló műsort sugároz a kolozsvári stúdióból (SRR Radio Sighet) Máramarossziget az 1404 kHz-en.
A Marosvásárhelyi rádió (SRR Radio Târgu Mureș; Rado Neumarkt) az 1593 kHz-en sugároz
Ugyancsak  SRR Radio Târgu Mureș néven a brassói adó is sugároz magyar nyelvű műsort az 1197 kHz-en
2008-ban a hosszúhullámú és középhullámú adók teljesítményét erőteljesen csökkentették, néhányat közülük átállítottak elektroncsöves kivitel helyett félvezetős adóvégfokozatra. Például Bukarest 50-ről 30 kW-ra, Felsőzsuk 400-ról 200 kW-ra, Nagyvárad 1593 kHz 20-ról 15 kW-ra változott.